# Sangarcía
Sangarcía é um município da Espanha na província de Segóvia, comunidade autónoma de Castela e Leão, de área 37,52 km² com população de 459 habitantes (2006) e densidade populacional de 12,02 hab/km².

## Demografia
| Variação demográfica do município entre 1991 e 2004 | Variação demográfica do município entre 1991 e 2004 | Variação demográfica do município entre 1991 e 2004 | Variação demográfica do município entre 1991 e 2004 |
| --------------------------------------------------- | --------------------------------------------------- | --------------------------------------------------- | --------------------------------------------------- |
| 1991                                                | 1996                                                | 2001                                                | 2004                                                |
| 537                                                 | 473                                                 | 465                                                 | 450                                                 |